# Bertil Johnson (konstnär)

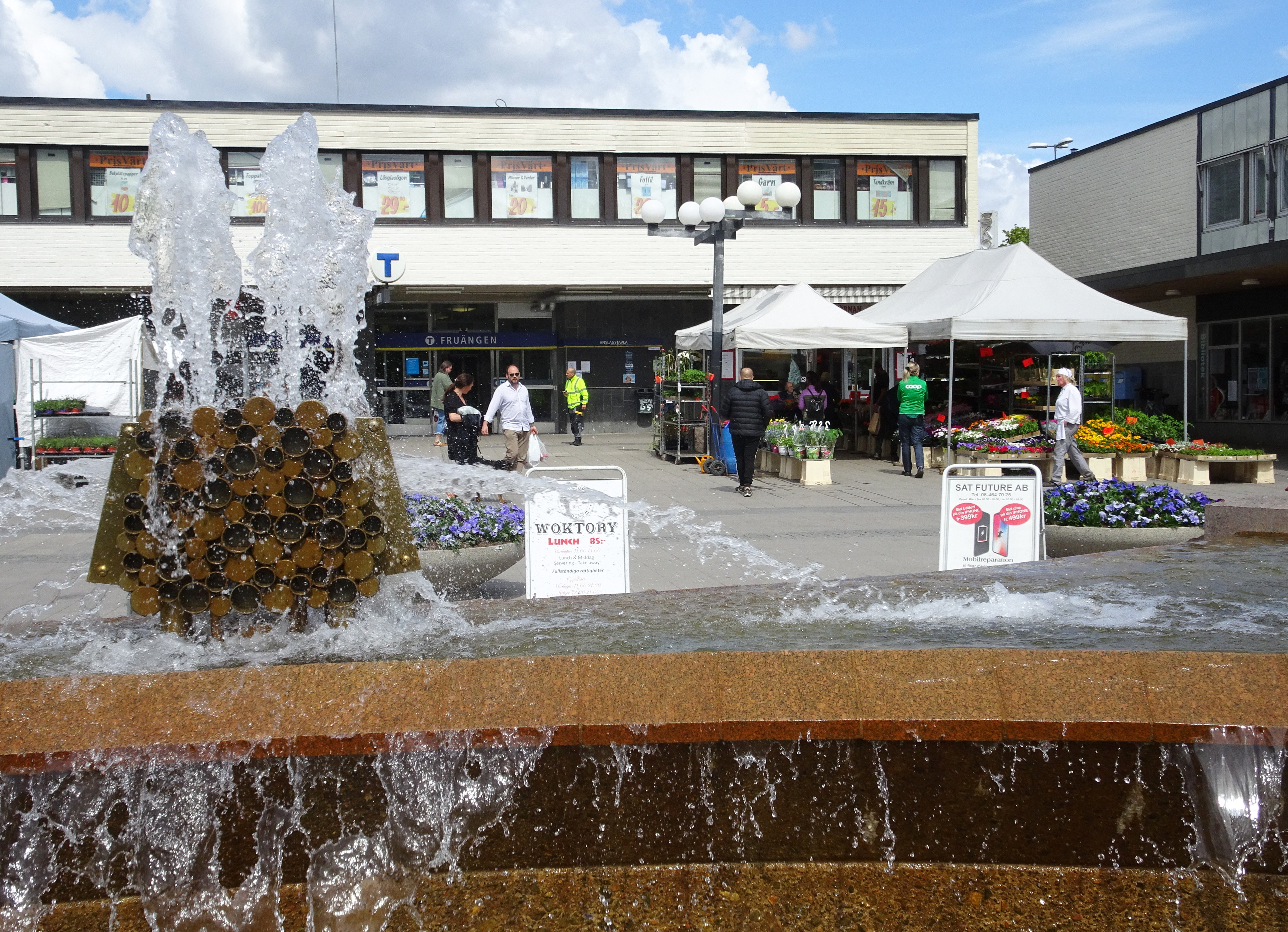
Fruängsfontänen.

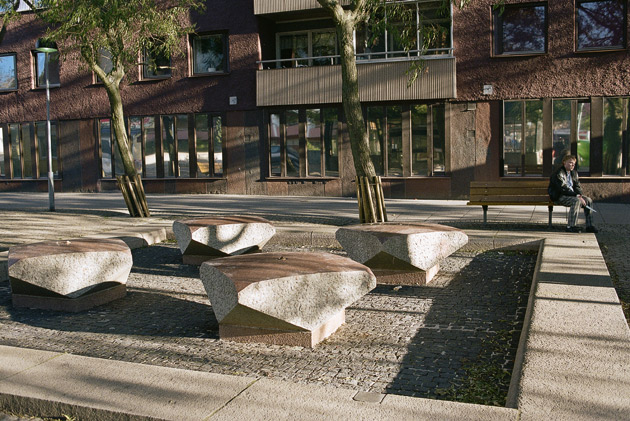
Akallafontänen.

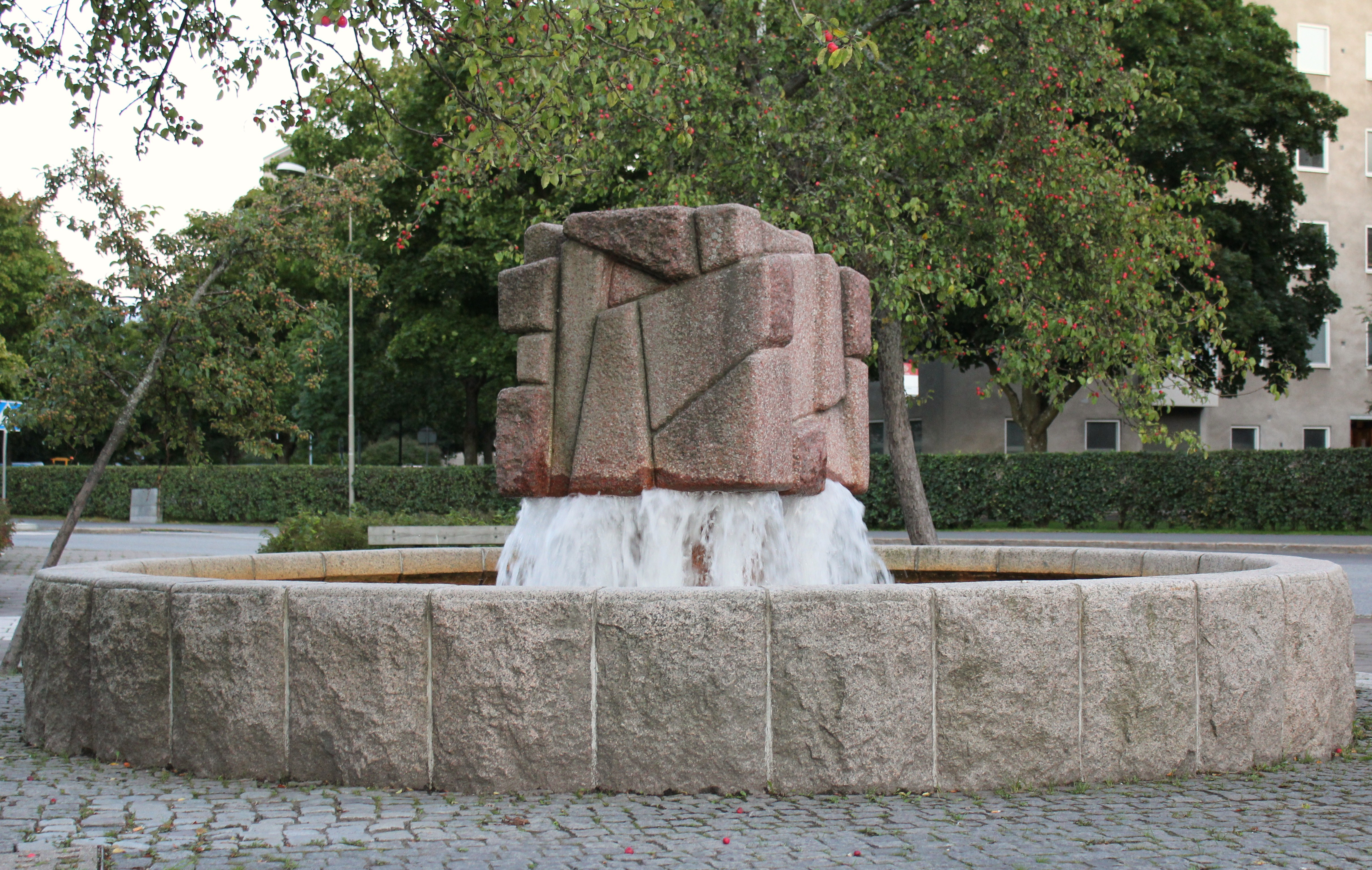
Vallafontänen.

Karl Bertil Johnson, född 7 juli 1927 i Uppsala, är en svensk skulptör. Han var gift med musikforskaren Anna Ivarsdotter 1964–1976.

## Biografi
Johnson, som är son till verkmästare Karl Johnson och Linnea Dahlin, studerade vid skulpturavdelningen på Konstfack 1952–1954 och vid Högre konstindustriella skolan i Stockholm 1954–1956. Han var formgivare på Stockholms stads gatukontors parkavdelning från 1956 och sedermera byråarkitekt där. Under hans tid på gatukontoret skapade han ett flertal fontänskulpturer i Stockholms nya förstäder.
Johnson höll utställningar i Stockholm 1962 och 1963 samt i Oslo 1963. Han var ledamot av Stockholms gatunämnds belysningsutredning 1963. Han erhöll resestipendium från Svenska Slöjdföreningen 1960.

## Verk i urval
- Ljusträd, Kista torg.
- Fruängsfontänen, Fruängens centrum.
- Akallafontänen, Akalla.
- Vallafontänen, Årsta.